# Чемпионат мира по биатлону среди юниоров 2009
43-й чемпионат мира по биатлону среди юниоров и 8-й среди юношей и девушек прошёл в канадском Канморе с 28 января по 3 февраля 2009 года. Канмор принимал чемпионат второй раз в истории, в пятый раз чемпионат прошёл в западном полушарии.
Соревнования проводились среди юношей и девушек (до 19 лет), и юниоров и юниорок (до 21 года). Всего было разыграно 16 комплектов медалей, по 4 в индивидуальной гонке, спринте, преследовании, эстафете.

## Результаты соревнований

### Юноши и девушки
| Гонка                                                                                  | Юноши | Девушки |
| Индивидуальная гонка 1. 28 января 2009 Юноши: 12,5 км 2. 29 января 2009 Девушки: 10 км | 1. Людвиг Эрхарт 37:10.9 (1) 2. Анти Раатикаинен +1:07.7 (1) 3. Алексей Абромчик +1:22.3 (2) 4. Николай Якушов 5. Кёртис Вензель 6. Александр Мингалёв 7. Хенрик Форсберг Мл. 8. Микко Репо Протоколы | 1. Чжан Янь 35:13.7 (1) 2. Грэйс Бутот +1:03.9 (1) 3. Юлен Одду +1:35.9 (2) 4. Ирина Кривко 5. Ольга Галич 6. Штефани Чнайдриг 7. Доротея Вирер 8. Тириль Экхофф Протоколы          |
| Спринт 1. 31 января 2009 Юноши: 7,5 км 2. 31 января 2009 Девушки: 6 км                 | 1. Кёртис Вензель 21.10,2 (1) 2. Эрленн Бьёнтегор +4,0 (2) 3. Марио Дольдер +16,3 (2) 4. Альберт Герцог 5. Виталий Козловский 6. Иван Пичужкин 7. Флоран Клод 8. Томас Каукенас Протоколы             | =1. Ольга Галич 19.31.4 (1) =1. Чжан Янь 0.0 (0) 3. Одри Валланкур +13.2 (1) 4. Доротея Вирер 5. Марион Шарль 6. Эдди Байрн 7. Мари-Кристин Клосс 8. Штефани Чнайдриг Протоколы     |
| Гонка преследования 1. 1 февраля 2009 Юноши: 10 км 2. 1 февраля 2009 Девушки: 7,5 км   | 1. Эрленн Бьёнтегор 29:03.9 (2) 2. Людвиг Эрхарт +25.1 (1) 3. Кёртис Вензель +29.0 (3) 4. Томас Каукенас 5. Марио Дольдер 6. Альберт Герцог 7. Микко Репо 8. Властимил Вавра Протоколы                | 1. Доротея Вирер 27:07.9 (4) 2. Марион Шарль +28.4 (4) 3. Мари-Кристин Клосс +30.8 (5) 4. Чжан Янь 5. Одри Валланкур 6. Юлен Одду 7. Ольга Галич 8. Ирина Кривко Протоколы          |
| Эстафета 1. 3 февраля 2009 Юноши: 3х7,5 км 2. 3 февраля 2009 Девушки: 3х6 км           | 1. Франция 1:06:18.8 (0+6) (Фл. Клод, К. Жакелен, Эрхарт) 2. Канада +1:58.6 (2+13) (Вензель, Гиллмор, С. Гоу) 3. Россия +2:37.4 (1+10) (Пичужкин, Якушов, Бурдинский) Протоколы                       | 1. Россия 1:00:46.4 (0+7) (Галич, Погорелова, Л. Кузнецова) 2. Беларусь +50.4 (0+12) (Кривко, Николаева, Нестерчик) 3. Италия +1:48.5 (3+11) (Вирер, Гонтье, Рунггальдир) Протоколы |

### Юниоры и юниорки (до 21 года)
| Гонка                                                                                   | Юниоры | Юниорки |
| Индивидуальная гонка 1. 28 января 2009 Юниорки: 12,5 км 2. 29 января 2009 Юниоры: 15 км | 1. Мануэль Мюллер 41:18.8 (1) 2. Алексей Волков +27.5 (2) 3. Эрик Лессер +29.2 (2) 4. Жан-Гийом Беатрикс 5. Симон Шемпп 6. Даниэль Зальвенмозер 7. Сергей Семёнов 8. Тед Армгрен Протоколы           | 1. Николь Вётцель 42:15.4 (2) 2. Анастасия Романова +5.7 (1) 3. Элизабет Фойгт +24.4 (3) 4. Мириам Гёсснер 5. Лор Боск 6. Марин Боллье 7. Вероника Виткова 8. Габриэла Соукалова Протоколы |
| Спринт 1. 31 января 2009 Юниорки: 7,5 км 2. 31 января 2009 Юниоры: 10 км                | 1. Лукас Хофер 27.39,3 (2) 2. Беньямин Вегер +19,4 (1) 3. Тарьей Бё +28,9 (0) 4. Флориан Граф 5. Бенедикт Долль 6. Симон Шемпп 7. Жан-Гийом Беатрикс 8. Виталий Цветов Протоколы                     | 1. Николь Вётцель 23.28,8 (1) 2. Мириам Гёсснер +8,7 (5) 3. Софи Буалле +9.3 (1) 4. Река Ференц 5. Вероника Виткова 6. Ольга Вилухина 7. Марен Хаммершмидт 8. Анастасия Калина Протоколы   |
| Гонка преследования 1. 1 февраля 2009 Юниоры: 12,5 км 2. 1 февраля 2009 Юниорки: 10 км  | 1. Лукас Хофер 34:20.3 (6) 2. Симон Шемпп +17.0 (2) 3. Тарьей Бё +28.4 (3) 4. Бенедикт Долль 5. Сергей Семёнов 6. Фредрик Линдстрём 7. Жан-Гийом Беатрикс 8. Флориан Граф Протоколы                  | 1. Мириам Гёсснер 33:56.9 (8) 2. Вероника Виткова +11.1 (4) 3. Николь Вётцель +18.6 (3) 4. Ольга Вилухина 5. Сюннёва Сулемдал 6. Анастасия Калина 7. Софи Буалле 8. Сюй Инхуэй Протоколы   |
| Эстафета 1. 3 февраля 2009 Юниоры: 4х7,5 км 2. 3 февраля 2009 Юниорки: 3х6 км           | 1. Германия 1:23:39.8 (0+13) (Лессер, Шемпп, Б. Долль, Ф. Граф) 2. Россия +3:04.9 (2+15) (Петров, Лапшин, Магазеев, Волков) 3. Беларусь +3:20.9 (2+6) (Руцевич, Чепелин, Цветов, Аленишко) Протоколы | 1. Чехия 58:00.3 (0+6) (Виткова, Зваржичова, Соукалова) 2. Россия +12.3 (0+6) (А. Романова, Калина, Вилухина) 3. Германия +22.7 (1+10) (Фойгт, Гёсснер, Вётцель) Протоколы                 |

## Таблица медалей
| Место | Страна    |   |   |   | Всего |
| ----- | --------- | - | - | - | ----- |
| 1     | Германия  | 5 | 2 | 5 | 12    |
| 2     | Италия    | 3 | 0 | 1 | 4     |
| 3     | Россия    | 2 | 4 | 1 | 7     |
| 4     | Франция   | 2 | 2 | 1 | 5     |
| 5     | Китай     | 2 | 0 | 0 | 2     |
| 6     | Канада    | 1 | 1 | 3 | 5     |
| 7     | Норвегия  | 1 | 1 | 2 | 4     |
| 8     | Чехия     | 1 | 1 | 0 | 2     |
| 9     | Беларусь  | 0 | 1 | 2 | 3     |
| 10    | Швейцария | 0 | 1 | 1 | 2     |
| 11—12 | США       | 0 | 1 | 0 | 1     |
| 11—12 | Финляндия | 0 | 1 | 0 | 1     |